# G5512 (China)
De G5512 of Jinxin Expressway is een autosnelweg in de Volksrepubliek China. De weg loopt van Jincheng naar Xinxiang. De naam Jinxin is een porte-manteau van de eindpunten Jincheng en Xinxiang.
G1
· G0111
· G0112
· G0121
· G0122
· G2
· G0211
· G0212
· G3
· G0311
· G0321
· G0322
· G0323
· G4
· G0401
· G0411
· G0412
· G0413
· G0421
· G0422
· G0423
· G0424
· G0425
· G5
· G0511
· G0512
· G0513
· G6
· G0601
· G0602
· G0611
· G0612
· G0613
· G0615
· G0616
· G7
· G0711
· G0712
· G10
· G1001
· G1011
· G1012
· G1013
· G1015
· G1016
· G1017
· G11
· G1101
· G1111
· G1112
· G1113
· G1115
· G1116
· G1117
· G1118
· G1119
· G1131
· G12
· G1211
· G1212
· G1213
· G1215
· G1216
· G1221
· G15
· G1501
· G1502
· G1503
· G1504
· G1505
· G1506
· G1507
· G1508
· G1511
· G1512
· G1513
· G1514
· G1515
· G1516
· G1517
· G1518
· G1519
· G1521
· G1522
· G1523
· G1531
· G1532
· G1533
· G1534
· G1535
· G1536
· G16
· G1611
· G1612
· G18
· G1811
· G1812
· G1813
· G1815
· G1816
· G1817
· G1818
· G20
· G2001
· G2002
· G2003
· G2004
· G2011
· G2012
· G22
· G2201
· G2211
· G25
· G2501
· G2502
· G2503
· G2504
· G2511
· G2512
· G2513
· G2515
· G2516
· G2517
· G2518
· G2519
· G2531
· G30
· G3001
· G3002
· G3003
· G3011
· G3012
· G3013
· G3014
· G3015
· G3016
· G3017
· G3018
· G3019
· G3021
· G3031
· G3032
· G3033
· G3035
· G3036
· G35
· G3511
· G3512
· G36
· G3611
· G3612
· G3613
· G3615
· G40
· G4001
· G4011
· G4012
· G4013
· G4015
· G42
· G4201
· G4202
· G4211
· G4212
· G4213
· G4215
· G4216
· G4217
· G4218
· G4219
· G4221
· G4222
· G4223
· G4231
· G45
· G4501
· G4511
· G4512
· G4513
· G4515
· G50
· G5001
· G5011
· G5012
· G5013
· G5015
· G5016
· G5021
· G55
· G5511
· G5512
· G5513
· G5515
· G5516
· G5517
· G5518
· G56
· G5601
· G5611
· G5612
· G5613
· G5615
· G5616
· G5617
· G5618
· G5621
· G59
· G5901
· G5911
· G5912
· G60
· G6001
· G6002
· G6011
· G6012
· G6021
· G6022
· G6023
· G6025
· G65
· G6511
· G6512
· G6517
· G6521
· G6522
· G69
· G6911
· G70
· G7011
· G7012
· G7013
· G7021
· G72
· G7201
· G7211
· G7212
· G7221
· G75
· G7511
· G7512
· G7521
· G7522
· G76
· G7611
· G7612
· G78
· G80
· G8011
· G8012
· G8013
· G85
· G8511
· G8512
· G8513
· G8515
· G8516
· G8517
· G91
· G9111
· G92
· G9211
· G9221
· G93
· G94
· G9411
· G95
· G9511
· G98
· G9801
· G9811
· G9812
· G9813
· G99
· G9901
· G9902
· G9903
· G9904
· G9905
· G9906
· G9907
· G9908
· G9909
· G9910
· G9911
· G9912